# Ricardo Gattass
Ricardo Gattass (18 de julho de 1948) é um pesquisador brasileiro, membro titular da Academia Brasileira de Ciências na área de Ciências Biomédicas desde 8 de abril de 1994. É professor emérito da Universidade Federal do Rio de Janeiro tendo desenvolvido trabalhos na área de neurociências.
Em 2013, recebeu a Medalha Neurociências Brasil, prêmio entregue pela Sociedade Brasileira de Neurociências e Comportamento.
É diretor de Desenvolvimento Científico e Tecnológico na Finep.
Foi condecorado com a comenda da Ordem Nacional do Mérito Científico.